# Ricardo Hocevar
Ricardo Hocevar (São Paulo, 5 de maio de 1985) é um ex-tenista brasileiro profissional, sobrinho dos ex-tenistas Marcos Hocevar e Alexandre Hocevar.

## Biografia

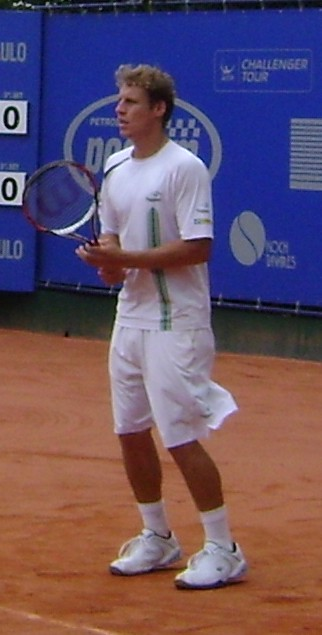
Ricardo Hocevar, na Copa Petrobras de Tênis, etapa de São Paulo, em outubro de 2009.

Vindo de uma familia de tenistas, conheceu cedo o tênis e imediatamente gostou. Diferentemente dos tios de Ijuí, Ricardo nasceu e cresceu em São Paulo, onde desenvolveu seu tênis em competições paulistanas, posteriormente no circuito juvenil brasileiro, para a partir de 2003 passar a disputar competições profissionais.
Em 2006 começou a jogar Challengers, e em 2008 começou a obter resultados significativos nestes torneios, como a final em Bogotá (julho de 2008) e as semifinais em Bogotá em setembro/2008 e em Iquique em janeiro/2009.
Em 2009, por seus resultados e ranking, ganhou Wild Card para participar de seu 1º torneio ATP, na Costa do Sauípe. Enfrentou, na oportunidade, o cabeça-de-chave nº1, top-20 e atual campeão do torneio Nicolas Almagro, perdendo por 7/6 e 7/5 porém fazendo um jogo de alto nível. 
Conseguiu vaga para seu 2º torneio ATP da carreira ao furar o qualy de Estoril, derrotando 3 tenistas portugueses.
Em 2010 conseguiu furar o qualifying do Australian Open, chegando pela primeira vez à uma chave principal de Grand Slam, sendo derrotado pelo ex-número 1 do mundo, Lleyton Hewitt. Participou do ATP 250 do Brasil, onde perdeu na primeira rodada para Carlos Berlocq.
Em 2017, anunciou a sua aposentadoria. Começou a criação de um centro de treinamento junto ao seu ex-treinador Ricardo Accioly e outros associados em São José dos Campos-SP.

## Ranking
- Melhor Ranking de Simples: 149° (15/06/2009)
- Melhor Ranking de Duplas: 148° (21/09/2009)

## Títulos
Simples
- 2008 Finalista do Challenger de Bogotá

Duplas
- 2009 Campeão do Challenger de Manta com André Miele